# Вілем Завада
Вілем Завада (22 травня 1905, село Грабове, поблизу Острава — 30 листопада 1982, Прага) — чеський поет, перекладач.

## Біографія
У 30-ті рр. був редактором літературних журналів «České slovo», «A-Zet» та ін. Перші збірки віршів «Панахида» (1927) і «Сирена» (1932) пронизані свідомістю нещастя. Життя Острави відображено в збірнику «Дорога пішки» (1937). У збірках «Фортечна вежа» (1940), «Воскресіння з мертвих» (1945) протест проти нацистської окупації і радість звільнення. Збірки «Місто світла» (1950), «Польові квіти» (1955), «одне життя» (1962) розкривають духовне оновлення людини. Ліричному герою збірки «На порозі» (1970) властиво відчуття повноти буття всупереч старості.

## Переклади українською
Ряд віршів Вілема Завади були перекладені українською мовою Г. Кочуром, Т. Коломієць, С. Сакидоном, Р. Лубківським, В. Гуцаленком. З цими творами можна познайомитись в таких публікаціях:
[Вірші] // Чеська поезія: Антологія. К., 1964.
[Вірші] // Всесвіт. 1975. № 7.
[Вірші] // Слов’ян. ліра: Антологія. К., 1983.
[Вірші] // Пісня над Влтавою: Антологія. К., 2002.